# Експлуатаційна документація
Експлуатаці́йна документа́ція — вид конструкторських документів, які окремо або у сукупності з іншими документами визначають правила експлуатації виробу і (або) відображають відомості котрі, засвідчують гарантовані виробником значення основних параметрів і характеристик (властивостей) виробу, гарантії і дані по його експлуатації протягом  встановленого терміну служби.

## Призначення
Експлуатаційна документація (ЕД) призначена для використання під час експлуатації виробів, ознайомлення з їх конструкцією, вивчення правил експлуатації (використання за призначенням, технічного обслуговування, поточного ремонту, зберігання і транспортування), висвітлення відомостей, що засвідчують гарантовані виробником значення основних параметрів і характеристик (властивостей) виробів, гарантій та відомостей щодо його експлуатації за весь період (тривалість і умови роботи, технічне обслуговування, ремонт та інші дані), а також відомостей щодо його утилізації.
Відомості про виріб, що викладені в ЕД, повинні бути достатніми для забезпечення правильної і безпечної експлуатації виробів протягом встановленого терміну служби. За необхідності в ЕД дають вказівки про необхідний рівень підготовки обслуговчого персоналу.
ЕД може бути виконана, як на паперових носіях, так і в електронному вигляді (інтерактивна експлуатаційна документація) за ДСТУ ГОСТ 2.051:2006.

## Види експлуатаційних документів
Види та комплектність експлуатаційних документів регламентується ДСТУ ГОСТ 2.601:2006
| Код документа | Вид документа                                             | Додаткові вказівки |
| ------------- | --------------------------------------------------------- | --- |
| РЭ            | Настанова щодо експлуатування                             | --- |
| ИМ            | Інструкція з монтажу, пуску, регулювання і обкатки виробу | ИМ складають на монтаж, запуск, регулювання і обкатку виробу на місці його застосування і у випадку, якщо ці вимоги недоцільно або неможливо викласти в РЭ |
| ФО            | Формуляр                                                  | Документ складають на вироби, у період експлуатації яких необхідно вносити відомості про значення основних параметрів і характеристиках (властивостях) виробу, що відображають технічний стан даного виробу та/або дані про процес експлуатації (тривалості і умови роботи, дані про проведення технічного обслуговування, ремонту та інші дані)                                              |
| ПС            | Паспорт                                                   | ПС складають на вироби, для яких обсяг необхідних для експлуатації даних і основних показників незначний і в період експлуатації якого немає необхідності вносити відомості про значення і/або підтвердження цих показників |
| ЭТ            | Етикетка                                                  | ЭТ складають на вироби, для яких дані, що необхідні для експлуатації, не перевищують п'яти-шести основних показників, коли для підтвердження цих показників немає необхідності складати ФО (ПС) і технічно їх неможливо та/або недоцільно маркувати на виробі |
| КДС           | Каталог деталей і складальних одиниць                     | КДС складають на вироби, для яких протягом часу експлуатації передбачені неодноразовий ремонт і заміни складових частин |
| НЗЧ           | Норми витрати запасних частин                             | Під НЗЧ на період експлуатації одного виробу розуміють середня очікувана за цей період кількість замін складових частин через відмови і відпрацювання ресурсу |
| НМ            | Норми витрати матеріалів                                  | Під НМ на період експлуатації розуміють середню очікувану за цей період кількість потрібних матеріалів |
| ЗИ            | Відомість ЗІП                                             | ЗИ складають на вироби, з якими спільно постачають додані до них комплекти ЗІП, а також набори ЗІП, що поставляються окремо від виробів, для експлуатації яких призначається ЗІП (наприклад, ЗІП одиничний, груповий, ремонтний та ін.). Якщо кількість найменувань виробів і матеріалів незначна, то ЗИ допускається не розробляти, а їх номенклатуру перераховувати у формулярі чи паспорті |
| УП            | Навчально-технічні плакати                                | Навчально-технічні плакати виконують за ГОСТ 2.605—68 |
| ИС...         | Інструкції експлуатаційні спеціальні                      | Документи складають на вироби, для яких протягом часу експлуатації слід виконувати спеціальні вимоги, пов'язані з використання за призначенням, технічного обслуговування, поточного ремонту, зберігання, транспортування та утилізації |
| ВЭ            | Відомість експлуатаційних документів                      | ВЭ складають на вироби, в комплект експлуатаційних документів яких входять два і більше самостійних експлуатаційних документів |

Загальне оформлення ЕД слід виконувати згідно з вимогами ГОСТ 2.105—95. Загальні вимоги до ЕД згідно ДСТУ ГОСТ 2.601:2006. Правила виконання ЕД згідно ДСТУ ГОСТ 2.610:2006.